# Димитър Сагаев
Димитър Константинов Сагаев е български композитор, диригент и музикален педагог.

## Биография
Димитър Сагаев се ражда през 1915 г. в семейството на писателя и драматург Константин Сагаев, основател на първата драматична школа в България .
От 1931 г. учи пиано и теория на музиката при Асен Димитров, а по-късно продължава заниманията си по пиано с Димитър Ненов.
През 1940 г. завършва Държавна музикална академия. Негови преподаватели са изтъкнатите композитори проф. Панчо Владигеров по композиция, проф. Веселин Стоянов по теория и оркестрация и пиано при Тамара Янкова и проф. Панка Пелишек пиано.
Първите опити в полето на композицията прави в периода 1933 – 1940 г., когато създава главно песни и камерни произведения въз основа на българската народна музика. От 1940 г. нататък се насочва към симфоничната музика. Сагаев е автор на 7 симфонии (1 (1964); 2 „България да пребъде“ (1977), 3 „Аспарух“ (1979) 4 „Самарското знаме“ (1981), 6 „Септември“ (1983), 7 „Романтична“ (1987)); множество инструментални концерти: за цигулка и оркестър (1963, 1964), за 2 цигулки и оркестър (1967); за тромбон (1988); за пиано и оркестър – 1992, 1994;2 за виолончело; за валтхорна (1976); за арфа и симф. орк. (2002); за фагот (1973);2 за флейта; за китара – това е първият такъв концерт създаден в България (1995);2 за обой (1966, 1991) за 2 пиана и оркестър (2000); множество инструментални сонати – над 17; струнни квартети – 7 (1946 – 1967), други музикални произведения, най-известните сред които са оперите „Под игото“ (1965); „Самуил“ (1973); балетите „Мадарски конник“ (1961), „Орлов камък“ (1977); симфоничната поема „Полиелей на българката“; оратории, кантати „Шипченска епопея“ (1987), „Урвич“ (1983), „Левски“ (1976), „Художникът“ (1987), „Раковски“ (1993). Симфонично скерцо (1946); Младежка сюита (1952); Симфонични танци (1956).
Той е автор и на книги по музикална педагогика, учебници по оркестрация, на мемоарни книги:
- „Ръководство по духова оркестрация“, „Наука и изкуство“, София, 1957
- „Музикални инструменти“, „Наука и изкуство“, София, 1974
- „Галерия от образи музикални творци на нашето време“ С., 1981 (1 т), 1985 (2 т). Има и трети том, който не е издаден.
- „Саша Попов и българския симфонизъм“ С., 1997 г.

През май 2003 г. Димитър Сагаев е удостоен с наградата „Златен век“.

## Памет
На Димитър Сагаев е наречена улица в квартал „Манастирски ливади“ в София (Карта).